# Baetis atrebatinus
Espèce
Baetis atrebatinus est une espèce d'insectes éphéméroptères de la famille des Baetidae.
Cette espèce présente deux générations par an. La première génération a une durée de vie relativement longue : les larves apparues en automne ne deviennent des adultes qu'au printemps. La seconde génération est plus courte, et les larves nées au début de l'été deviennent adultes après 2 ou 3 semaines seulement.